# Соцфилэкс-75
«Соцфилэкс-75» — название международной филателистической выставки в формате «Соцфилэкс», которая проходила в мае 1975 года в Москве с участием коллекционеров из 11 социалистических стран: СССР, Болгарии, ГДР, Чехословакии, Монголии и др. Выставка стала главным филателистическим смотром 1975 года и была приурочена к 30-й годовщине Победы над фашистской Германией.

## Описание
Выставка проводилась с 8 по 18 мая 1975 года в Москве, в залах Политехнического музея и Центрального дома Советской Армии. На выставке экспонировались около 150 коллекций из 11 социалистических стран в четырёх классах: официальный, почётный, конкурсный и литературный. Председателем жюри был А. И. Качинский.
На выставке были представлены экспозиции, посвящённые Второй мировой войне и её итогам, Лениниане и другим темам, отображавшим достижения социалистического строя.
В ходе работы выставки впервые состоялось совещание главных редакторов филателистических журналов социалистических стран.

## Примеры названий экспонатов
Ниже даны примеры названий некоторых экспонатов (коллекций) выставки:
- «В. И. Ленин. Страницы великой жизни» (коллекция Л. Китаина, Москва, СССР).
- «Империализм, как высшая стадия капитализма» (коллекция К. Дунгера и Г. Чихака, ГДР).
- «Комсомол в Великой Отечественной» (коллекция И. Моросанова, Москва, СССР).
- «Освободительная миссия советского народа во Второй мировой войне» (коллекция В. Снегирёва, Москва, СССР).
- «Болгаро-русская и болгаро-советская боевая дружба» (коллекция Д. Краева, НРБ)
- «Борьба с фашизмом во Второй мировой войне» (коллекция З. Ручковского, ПНР).
- «Борьба чехословацкого народа в 1938—1945 гг.» (коллекция Й. Шперера, ЧССР).
- «Революционные почтовые марки на почтовых документах» (коллекция П. Мазура, Москва, СССР).

В почётном классе была выставлена экспозиция «1418 дней и ночей» московского коллекционера Юлия Лурье, которую председатель жюри А. Качинский охарактеризовал так:
Этот экспонат является уникальным не только в СССР, но и во всём мире. Вторую такую коллекцию подобрать уже невозможно, ведь в её основе — письма участников войны, имена которых навсегда вошли в историю.

Цельная вещь и спецгашения СССР в честь выставки
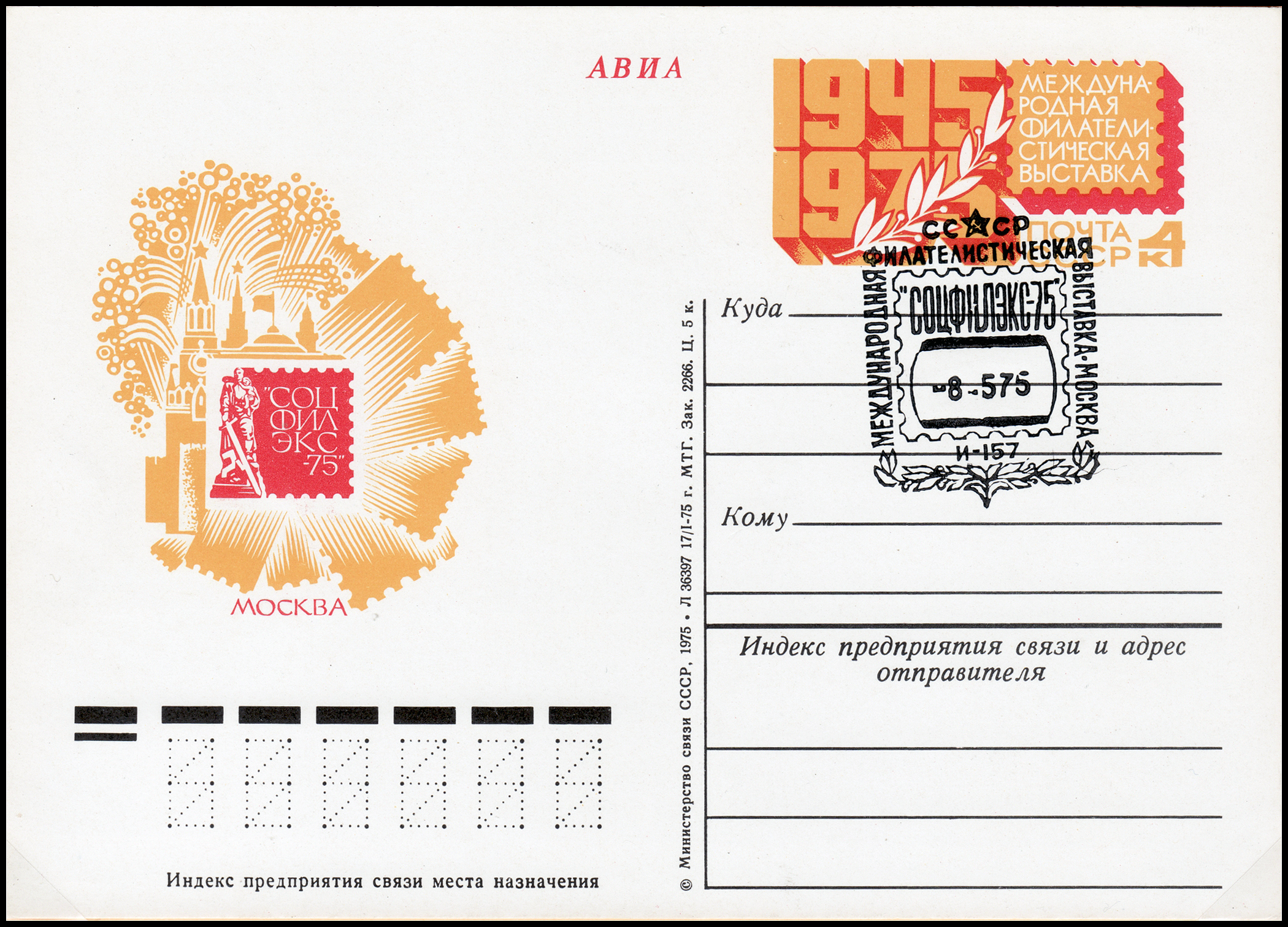
Односторонняя почтовая карточка с оригинальной маркой «Международная филателистическая выставка „Соцфилэкс-75“» (ЦФА [АО «Марка»] № 30). Первый вариант штемпеля
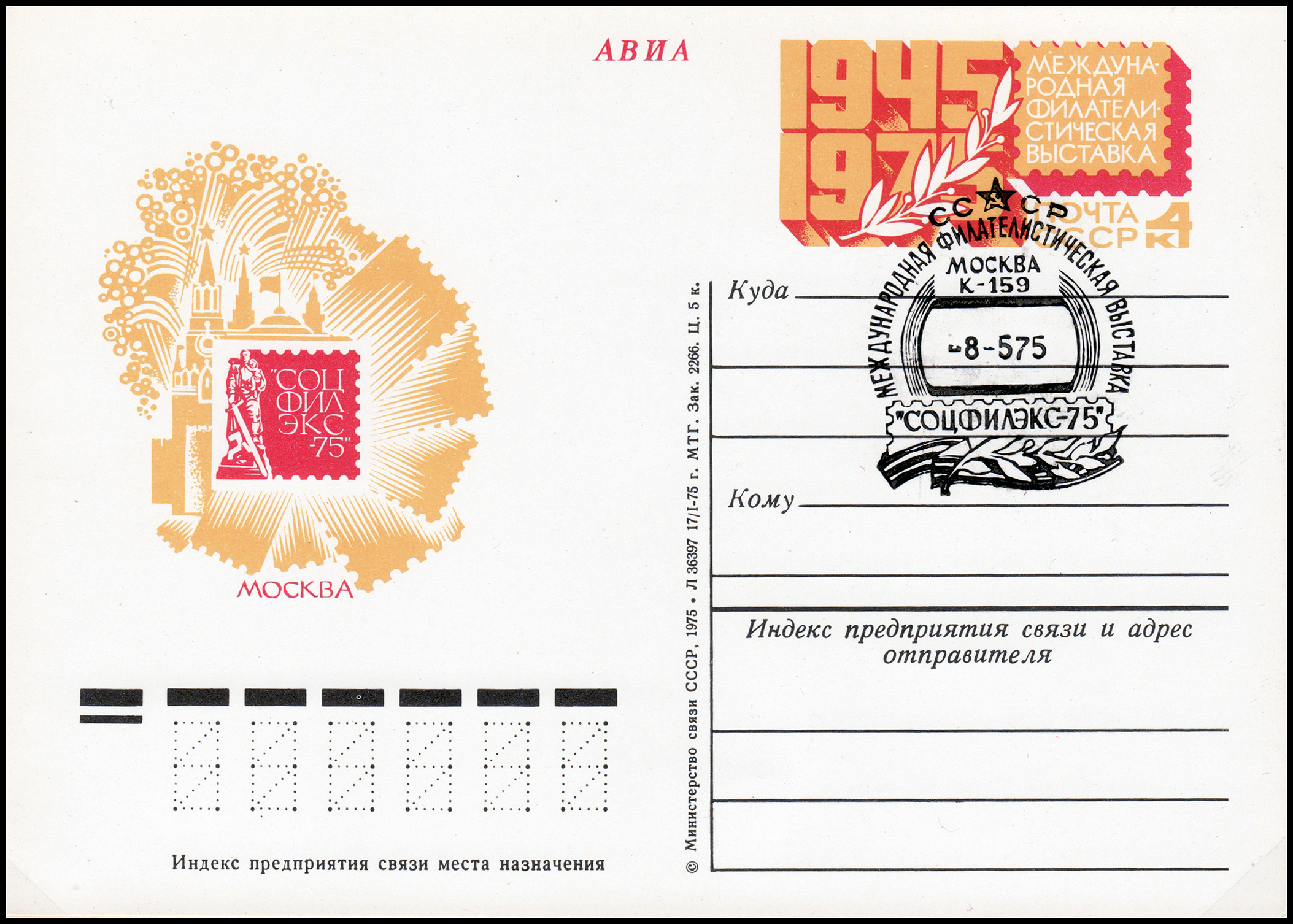
То же. Второй вариант штемпеля

## Награды выставки
Для оценки экспонатов была использована система, принятая в ряде стран и включающая дополнительные медали — позолоченную и посеребрённую.
Награды в конкурсном классе
- «Большой национальный приз», вручаемый за лучший экспонат почтовых марок СССР, присуждён Ф. Даниэлу (ЧССР) за коллекцию «РСФСР, 1918—1923».
- «Большой международный приз», вручаемый за лучший экспонат почтовых марок других стран-участниц, присужден Й. Симону (ГДР) за коллекцию «Цеппелинная почта».
- «Большой приз», вручаемый за лучшую тематическую коллекцию, получила коллекция Ю. Фрейдлина (Ленинград, СССР) «Блокада».
- Золотые медали получили три экспоната:
  - коллекция Р. Милияна (Куба) «Домарочный период и цельные вещи Кубы».
  - коллекция Э. Герта (ГДР) «Почта Турн и Таксис».
  - коллекция Ч. Ерыся (ПНР) «Борьба за свободу польского народа во Второй мировой войне»[2].
- Серебряной медали, в числе других экспонатов, удостоена коллекция «За шахматную корону» В. Б. Войшко (Москва, СССР)[6].

Награды в литературном классе
- Дипломов в ранге позолоченной медали удостоены:
  - В. Граллерт (ГДР) за «Энциклопедический словарь», 2-е издание.
  - Д. Кирьяк и А. Сурцепеску (СРР) за «Каталог почтовых марок Румынии, 1857—1974».
- Дипломов в ранге серебряной медали удостоены:
  - Издательство «Связь» за книгу Е. Сашенкова «Полярная почта».
  - Сборники «Советский коллекционер» № 11 и № 12.
- Дипломов в ранге бронзовой медали удостоены:
  - «Календарь филателиста на 1974 год» и «Календарь филателиста на 1975 год».

## Интересные факты
Почтовая миниатюра Венгрии, выпущенная в 1975 году в честь Международной филателистической выставки «Соцфилэкс-75», одновременно стала первой зарубежной маркой, приуроченной к московской Олимпиаде 1980 года. Примечательно, что непосредственно выставке был посвящён купон марки, а на самой миниатюре были изображены спортивная арена в Лужниках и олимпийские кольца.